# 帕克氏龍屬
帕克氏龍屬是新鳥臀類的一屬恐龍，化石發現於加拿大亞伯達省的馬蹄峽谷組，年代為上白堊紀的馬斯垂克階。帕克氏龍的化石包含一個關節相連的部份頭顱骨與部分骨骸，顯示牠們為小型、二足、植食性恐龍。帕克氏龍生存於白堊紀末期，約7000萬年前，是該時期北美洲地區的非鴨嘴龍科鳥腳類恐龍中，較少被敘述的物種之一。

## 敘述

帕克氏龍和其近親（奔山龍及奇異龍）與人類的體型比較圖

帕克氏龍屬於新鳥臀類，是種小型、敏捷、二足、植食性恐龍。帕克氏龍擁有中等長度的頸部、小型頭部、喙狀嘴、短而強壯的前肢，以及長而強壯的後肢。
目前很少對於帕克氏龍體型的詳細估計值，葛瑞格利·保羅（Gregory S. Paul）在2010年估計帕克氏龍的身長約2.5公尺，體重約45公斤。帕克氏龍的命名者威廉·帕克斯（William Parks），發現瓦氏帕克氏龍的後肢長度（93公分）相當於漠視奇異龍的後肢長度（95.5公分）；但牠們的脛骨比股骨還長，而漠視奇異龍則是脛骨比股骨還短。
將帕克氏龍與較為著名的奇異龍相比較，可知帕克氏龍臀部高約1公尺、身長2到2.5公尺，但這兩種動物有些比例上的差異。這些差異可能會讓帕克氏龍較輕，而缺少的重量集中於大腿部位。如同奇異龍，帕克氏龍的胸側肋骨有薄的軟骨骨板。帕克氏龍的肩帶粗壯。上頜骨有至少18顆牙齒，下頜有約20顆牙齒；前上頜骨的牙齒數量則未知。

## 分類
自從最初被敘述以來，帕克氏龍一直都被認為屬於稜齒龍類。最近的研究對於原本的分類沒有太多意見，但諾曼等人在2004年的研究，將稜齒龍科建立為並系群，並發現帕克氏龍是奇異龍的姊妹分類單元。在2008年，Richard Butler等人發現帕克氏龍可能是南美洲加斯帕里尼龍的近親。如同奇異龍，帕克氏龍擁有相當結實的後肢，與延長的頭顱骨，而且頭顱骨並沒有其他稜齒龍類較呈拱形。然而，目前對於基礎鳥腳下目的種系發生學研究與資訊非常少。

## 發現與歷史

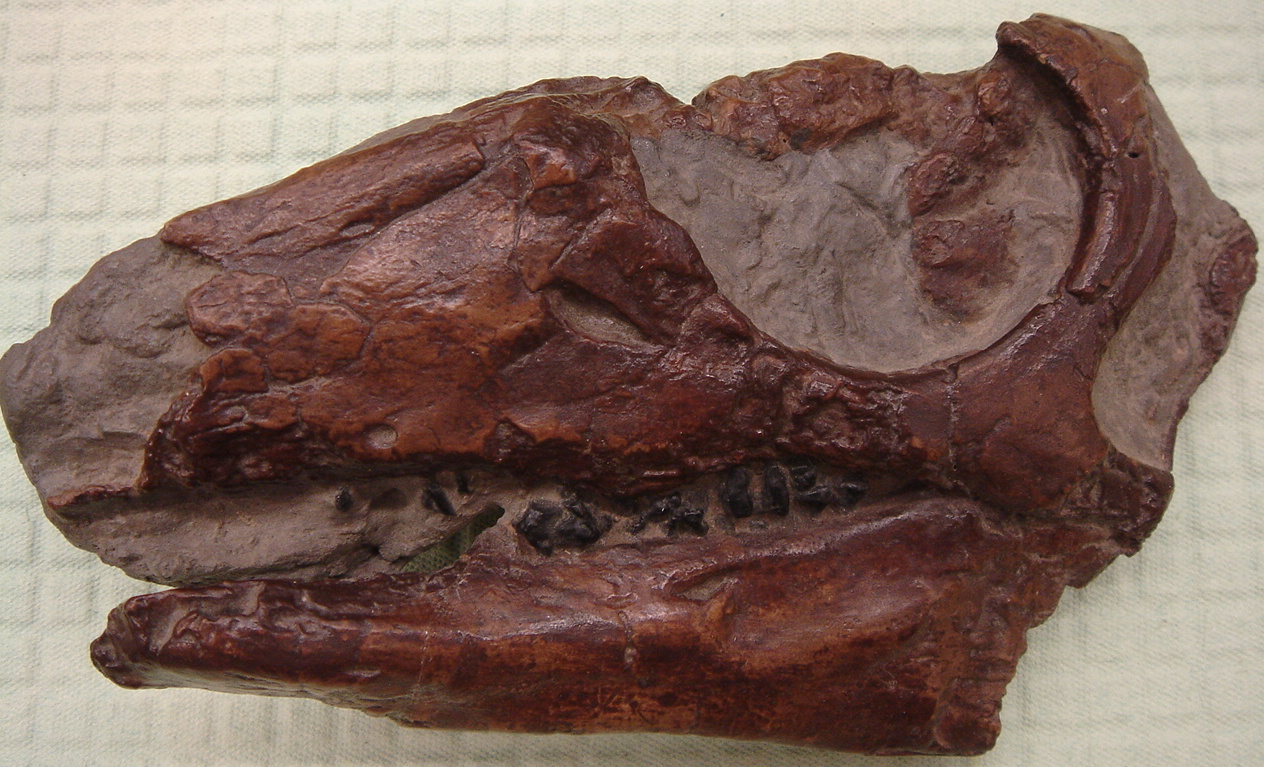
帕克氏龍的頭顱骨

在1926年，古生物學家威廉·帕克斯（William Parks）敘述了瓦氏奇異龍的一個骨骸（編號ROM 804），該化石是從埃德蒙頓組的紅鹿河附近發現的。該化石包含一個部份頭顱骨（缺少喙狀嘴部份）、左肩帶的大部分（包含蜥蜴常有的上肩胛骨，有些新鳥臀類被認為擁有軟骨形式的上肩胛骨，因為牠們肩胛骨的圓末端）、缺乏手部的左手臂、肋骨、胸骨、損壞的左骨盆、右坐骨、除了一些腳趾骨的左腿、關節相連的背椎、薦椎與尾椎、以及許多骨化肌腱（可保護尾巴末端）。
這個化石以左側躺者，而右側大部分在掩埋前遭到破壞；此外，頭部與身體分離，頸部遺失。帕克斯根據腿部部分與漠視奇異龍的差異，而建立了新種瓦氏奇異龍（T. warreni）。瓦氏奇異龍的脛骨較股骨長，並擁有較長的腳趾。
在1937年，查爾斯·斯騰伯格（Charles M. Sternberg）在發現他所命名的埃德蒙頓奇異龍之後，重新審視沃氏奇異龍，並發現牠們足以建立個別的屬，因此建立了帕克氏龍（Parksosaurus）。在1940年，斯騰伯格提出了一個更完整的比較研究，並發現這奇異龍與帕克氏龍的身體有許多的差異。牠將帕克氏龍與稜齒龍、橡樹龍共同歸類於稜齒龍亞科，而將奇異龍歸類於奇異龍亞科。
帕克氏龍當時只吸引了小部分的注意，直到彼得·加爾冬（Peter Galton）在70年代重新審視稜齒龍類。加爾冬在1973年重新敘述帕克氏龍，並認為牠們與稜齒龍、化石龍、小化石龍（L. minimus）屬於同一支系。自此之後，帕克氏龍開始有了明確的資訊。
喬治·奧利舍夫斯基（George Olshevsky）在1992年 （页面存档备份，存于）重新修訂瓦氏帕克氏龍為P. warrenae，因為種名所紀念的H. D.  Warren是位女性，但除了網路以外，這個修訂很少被使用。

## 古生物學

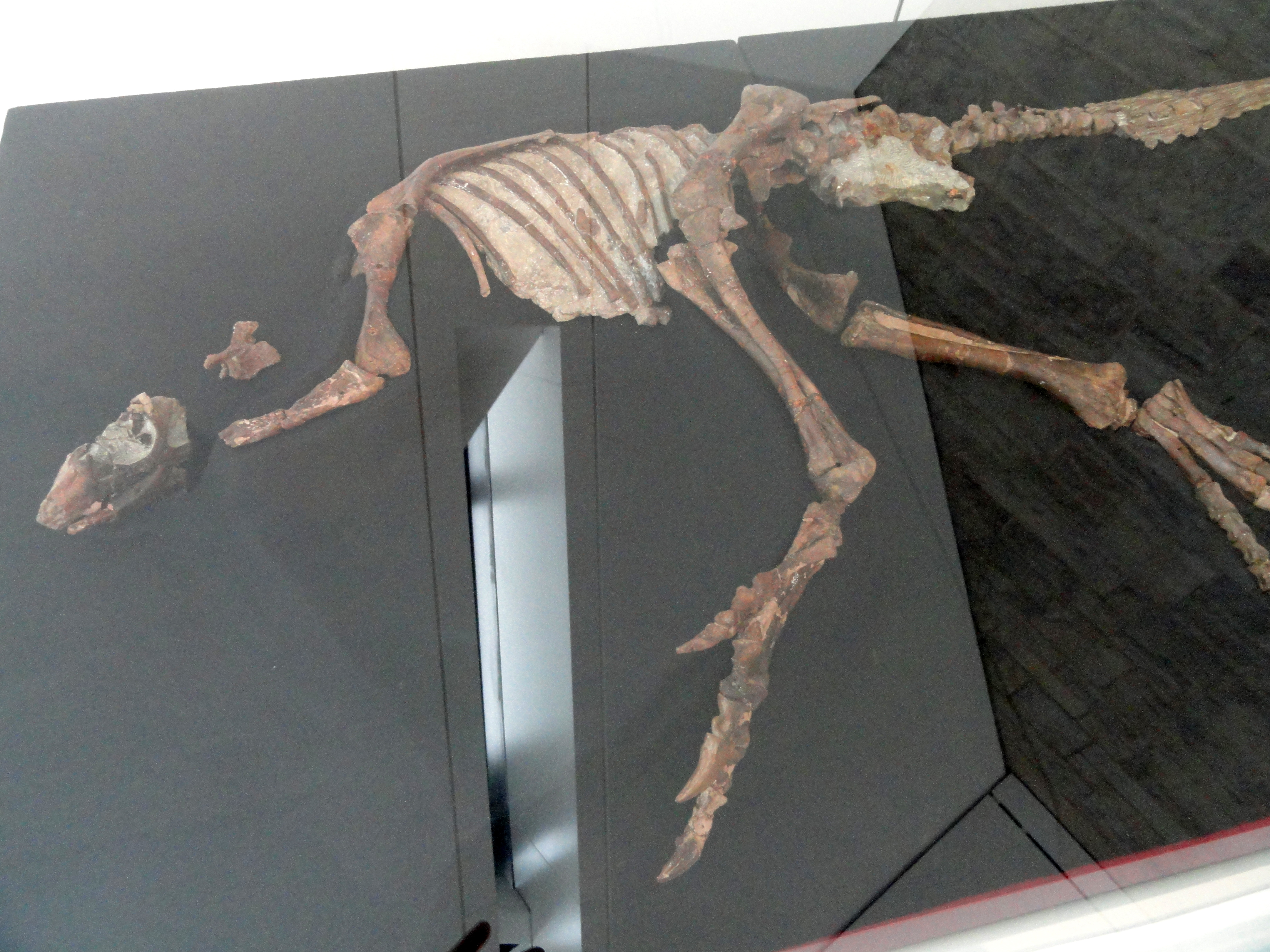
帕克氏龍化石，皇家安大略博物館

帕克氏龍生存於馬蹄峽谷組，與以下恐龍生存在同一區域：鴨嘴龍科的埃德蒙頓龍、有尖狀冠飾的櫛龍、有空冠飾的亞冠龍、甲龍科的包頭龍、結節龍科的埃德蒙頓甲龍、角龍類的蒙大拿角龍、準角龍、無鼻角龍、厚鼻龍、厚頭龍科的劍角龍、似鳥龍下目的似鳥龍與似鴕龍、以及眾多所知有限的小型獸腳亞目恐龍，包含傷齒龍科與馳龍科、還有暴龍科的艾伯塔龍、懼龍。這個地層組所發現的恐龍有時被稱為埃德蒙頓動物群，並與上下的地層組有所區別。馬蹄峽谷組被解釋成明顯是海相環境，遭到西部內陸海道海侵；在白堊紀的大部分時間，西部內陸海道將北美洲分隔成兩半。帕克氏龍可能佔據者小型植食性動物的生態位。
帕克氏龍是種稜齒龍類，是種小型、行動迅速的植食性恐龍。牠們具有長度適中的長頸部，頭部小，具有角質喙狀嘴，前肢短而粗壯，後肢長而強壯。帕克氏龍的腳趾長，研究人員推測牠們適合在泥濘、河堤上行走，而強壯前肢適合挖掘洞穴。

## 外部連結
- Ornithopoda at Thescelosaurus!
- A skeletal cast on display in Dallas